# Aranygyapjú

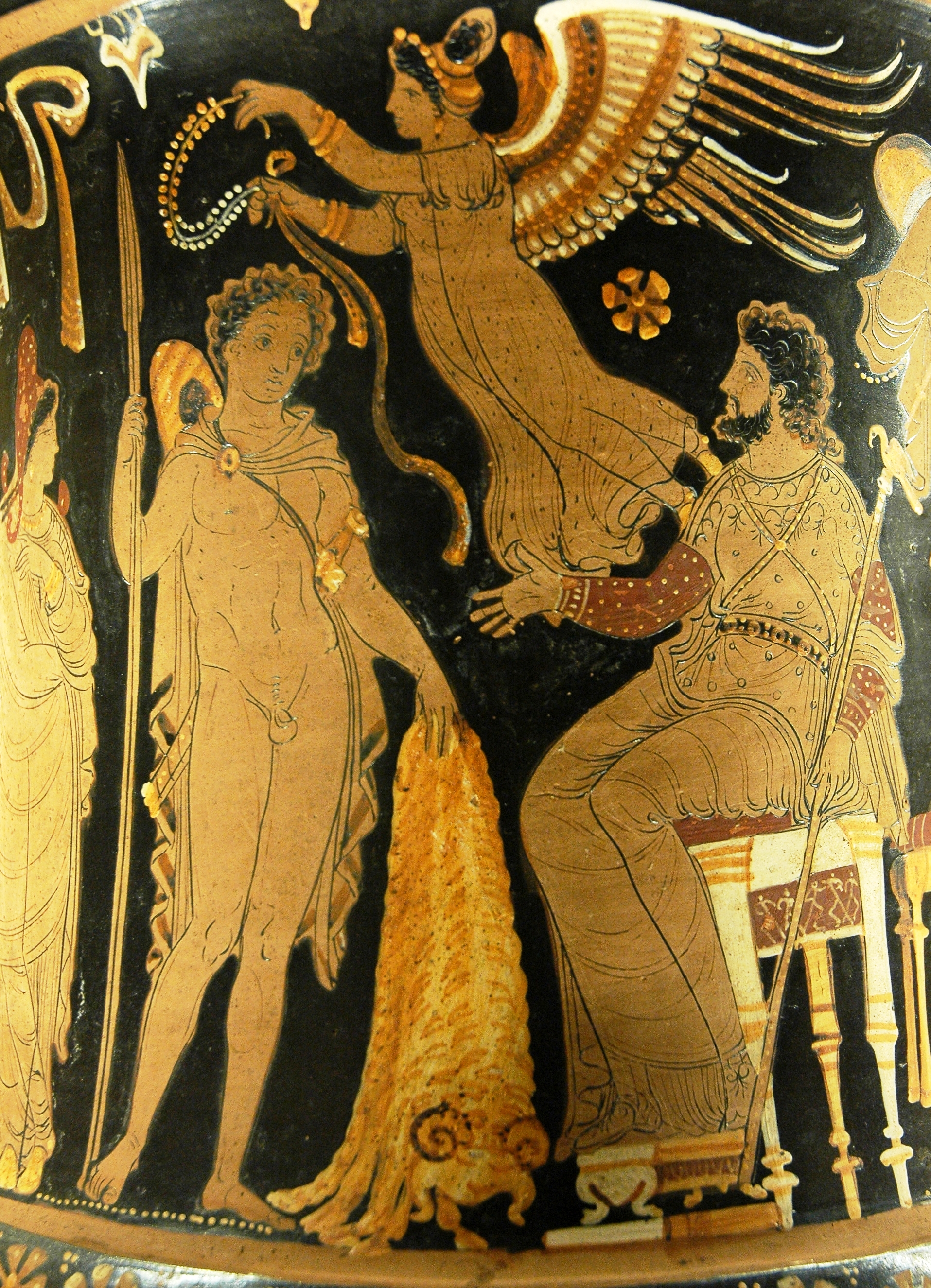
Iaszón bemutatja az aranygyapjút Peliász királynak, Iólkos urának, vörös alakos vázakép, Louvre

Az aranygyapjú meséje a görög mitológia egyik története. Theophané, makedóniai királylánnyal kezdődik a történet, akit Poszeidón elszöktetett sok kérője elől. A kérők azonban megtalálták, mire Poszeidón a leányt báránnyá változtatta. Poszeidón és Theophané nászából született egy aranyszőrű kos.

## Cselekménye
Athamasznak, Théba királyának első, isteni feleségétől két gyermeke született: Phrixosz herceg és Hellé hercegnő. Második felesége féltékeny mostoha volt, aki éhínségbe taszította az országot, majd felbérelte a jósokat, hogy az állítólag haragvó isten kiengeszteléséért a királyi gyermekek feláldozását kérjék. Már kísérték a gyermekeket a vesztőhelyre, amikor isteni édesanyjuk segítségükre sietett, és az aranygyapjas kost küldte megmentésükre, aki messze keletre vitte őket, túl a Fekete-tengeren, Kolkhiszba. Erről azt tartják, hogy ott a napsugarak egy aranyszobába vannak bezárva, és azon a vidéken kel fel a Nap. Hellé útközben leesett, és a tengerbe fulladt. Róla nevezték el a Hellészpontoszt.
Az aranygyapjas kost Kolkhiszban feláldozták Poszeidónnak, majd lenyúzott bőrét egy fára akasztották. Hosszú időn át úgy tartották, hogy Kolkhiszt az aranygyapjú védi meg a támadásoktól. Az aranygyapjút később Iaszón királyfi az argonauták vezetője szerezte meg egy kalandos hajóút során, az Argó hajóval, az argonauták segítségével.

## Eredete
Elképzelhető, hogy az aranygyapjú meséje nem görög eredetű. A távoli Kolkhiszban, a Fekete-tenger keleti öblében őrizték. E vidék kapcsolatot teremt az i. e. 2. évezred kaukázusi és anatóliai hitregéivel, bár az utóbbi vidék mondakincse amúgy sem idegen a görögöktől.
A hettiták idejében volt egy olyan vallási tárgy, melynek szerepe ugyan homályos, de ábrázolásai alapján rokonságban lehet mind az aranygyapjúval, mind Pallasz Athéné aigiszével, vagy a bőségszaruval. A szóban forgó tárgy neve kurša. A kursát várfalakon akasztották ki, talán védelmi szerepe volt, és szőrös bőrből készült. Jelentős különbségek is vannak az aranygyapjú és kurša között, így a kapcsolat nem egyértelmű, de lehetséges.

## A hősmonda irodalmi feldolgozásai
Apollóniosz Rhodiosz és Pszeudo-Orpheusz műve ókori felfogás szerint, Lőrincz L. László pedig a fantasztikus irodalom eszközeivel mutatja be a hősmondát.
Franz Grillparzer 1817–1820 között írta meg és mutatta be Bécsben Az aranygyapjú (Das Goldene Vlies) című háromrészes drámáját. A trilógia fő üzenete az, hogy a nagy vagyon, melyet az aranygyapjú jelképez, megrontja a vele érintkezők életét, felkelti az emberi gonoszságot, szenvedésbe és pusztulásba taszít.
Robert Graves angol író Az aranygyapjú (The Golden Fleece) című klasszikus történelmi regénye 1944-ben jelent meg. Magyarországon 1976-ban adták ki, Róna Ilona és Székely Magda fordításában.
Lőrincz L. László tudományos-fantasztikus novellája – A Nagy Kupola szégyene című gyűjteményes kötetben jelent meg – dolgozta fel az ókori történetet. Az 1982-ben megjelent elbeszélés címe: Az aranygyapjú.
1963-ban Az aranygyapjú legendája (Jason and the Argonauts) címmel amerikai kalandfilm készült, mely a benne lévő, a korban meglehetősen látványosnak számító csatajelenetek miatt híresült el, ahol a szereplők többféle stop-motion technikával megjelenített mitikus lénnyel küzdenek meg. 2000-ben egy tévéfeldolgozás is készült belőle.